# Zaojiacheng
Zaojiacheng (kinesiska: 造甲城, 造甲城镇) är en köping i Kina. Den ligger i storstadsområdet Tianjin, i den norra delen av landet, omkring 27 kilometer nordost om stadens centrum. Antalet invånare är 29 536. Befolkningen består av 13 098 kvinnor och 16 438 män. Barn under 15 år utgör 16,0 %, vuxna 15-64 år 77 %, och äldre över 65 år 5,0 %.